# Pandoros
Ne doit pas être confondu avec Pandarée ou Pandare.
Dans la mythologie grecque, Pandoros (en grec ancien Πάνδωρος / Pándôros) est le fils d'Érechthée (roi d'Athènes) et de Praxithée.
Pandoros quitte l'Attique pour former une colonie en Eubée, et fonde Chalcis et Érétrie. Il est le père de Dios, fondateur de la cité de Dios.